# Cimarron City
Cimarron City – miasto w Stanach Zjednoczonych, w stanie Oklahoma, w hrabstwie Logan.